# Comuna Dovjîțea, Manevîci
Dovjîțea (în ucraineană Довжиця) este o comună în raionul Manevîci, regiunea Volînia, Ucraina, formată din satele Dovjîțea (reședința), Hraddea, Mala Iablunka, Velîka Iablunka și Zahorivka.

## Demografie
Componența lingvistică a satului Dovjîțea
     Ucraineană (99,69%)
     Alte limbi (0,31%)
Conform recensământului din 2001, majoritatea populației satului Dovjîțea era vorbitoare de ucraineană (99,69%), existând în minoritate și vorbitori de alte limbi.